# Atarba bifilosa
Atarba bifilosa är en tvåvingeart som beskrevs av Alexander 1948. Atarba bifilosa ingår i släktet Atarba och familjen småharkrankar.
Artens utbredningsområde är Costa Rica. Inga underarter finns listade i Catalogue of Life.